# Jequetepeque
Jequetepeque (escrito Xequetepeque en mochica y castellano coloniales) es una localidad peruana, capital del distrito homónimo ubicado en la provincia de Pacasmayo en el departamento de La Libertad. Se ubica aproximadamente a unos 116 kilómetros al noroeste de Trujillo.